# ۶-فلوئورونوراپی‌نفرین
۶-فلوئورونوراپی‌نفرین (انگلیسی: 6-Fluoronorepinephrine) (6-FNE) یک آگونیست کامل گیرنده‌های α1- و α2-آدرنرژیک انتخابی مربوط به نوراپی‌نفرین است. این ماده تنها آگونیست کامل انتخابی برای گیرنده‌های α-آدرنرژیک است که تا به امروز شناخته شده است و برای مطالعه عملکرد آنها در تحقیقات علمی استفاده شده است. تزریق 6-FNE به لوکوس سرولئوس جوندگان، با سرکوب فعالیت در ناحیه از طریق تحریک گیرنده‌های α1-آدرنرژیک، بیش فعالی و بازداری رفتاری مشخص ایجاد می‌کند.